# Catedral de Lió
La Catedral de Lió és una església catòlica romana que es troba a Lió, Alvèrnia-Roine-Alps, França. És la catedral del Bisbat de Lió i la catedral primada de França (per això també se l'anomena, en francès, La primatiale) atès que el bisbe de Lió va ser el primer bisbe de tota la Gàl·lia. Està dedicada a sant Joan Baptista i sant Esteve. És, substancialment, un edifici gòtic construït entre 1180 i 1480. Es troba dins de l'àrea de la ciutat de Lió declarada Patrimoni Mundial per la UNESCO l'any 1998. Com gairebé totes les catedrals de França, és propietat de l'Estat francès.

## Història

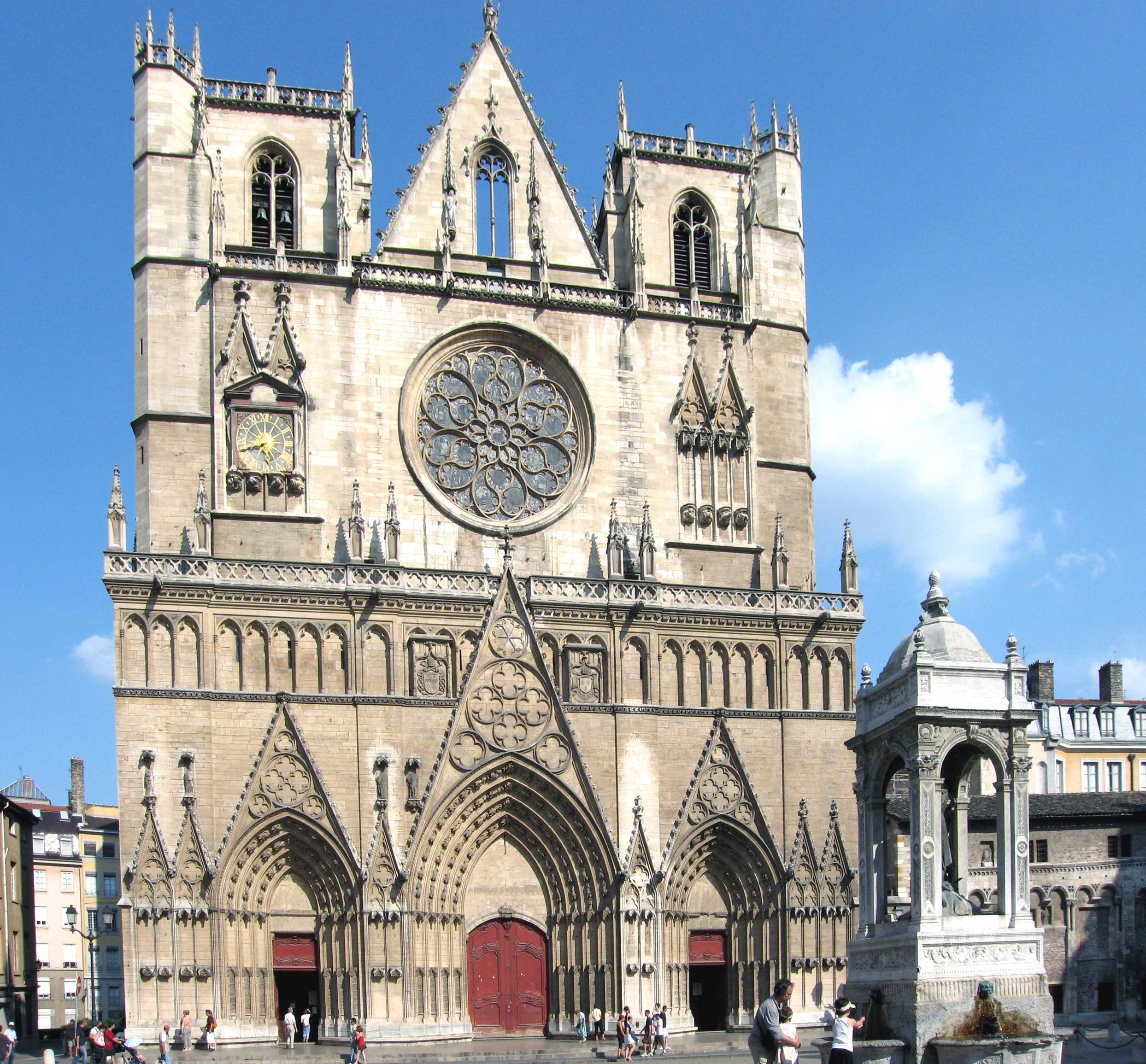
Façana principal

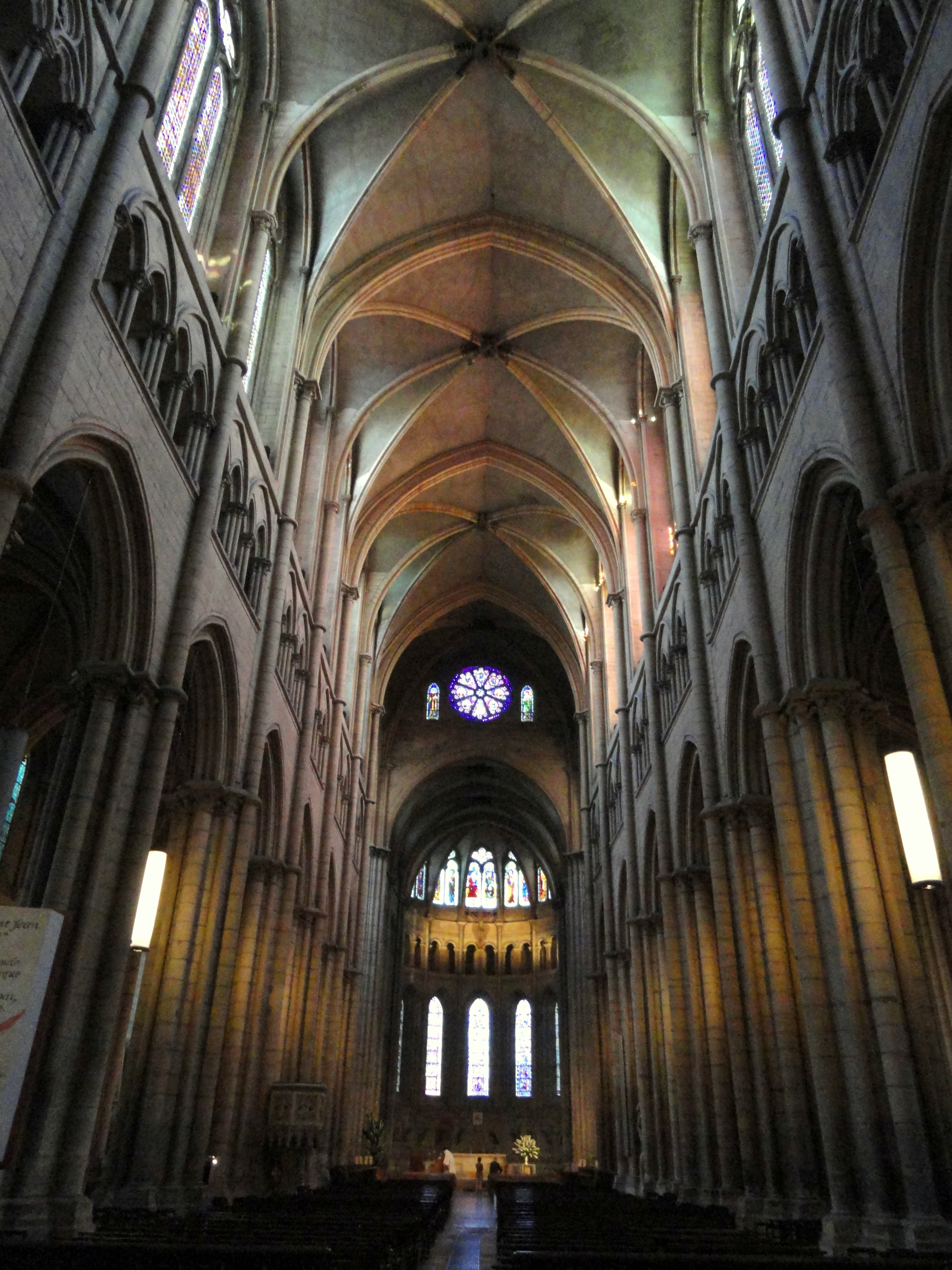
Interior

A partir del segle IV es documenta la construcció en aquest indret d'un conjunt catedralici, és a dir, de diversos edificis (dues esglésies i un baptisteri) vinculats a l'autoritat i les funcions del bisbe local.
La principal església d'aquest conjunt va registrar diverses transformacions fins a esdevenir la catedral actual. Es va construir durant tres segles, entre 1180 i 1480. Així doncs, la seva arquitectura evoluciona des de les formes del primer gòtic, patents a la capçalera, orientada vers el riu Saona, fins al gòtic flamíger de la capella dels Borbons.
Mentre era en construcció va acollir dos concilis ecumènics: el Primer Concili de Lió (1245) i el Segon Concili de Lió (1274). Entre els assistents a aquest segon concili hi havia el rei Jaume I.
El 1316 la Catedral de Lió va ser l'escenari de la proclamació de Joan XXII com a Papa, després del Conclave de 1314-16, el primer del Papat d'Avinyó. Entre els assistents hi havia Guillem de Vilamarí.
Es recorda així mateix com un fet notable que hi van fer estada les restes de Sant Lluís (1271) en el seu camí des de Tunisia, on va morir, fins a Saint-Denis, on va ser enterrat.
L'any 1562 va ser saquejada, en el marc de les guerres de religió
L'any 1600 hi va tenir lloc el casament d'Enric IV i Maria de Mèdici.
Al segle xix l'arquitecte lionès Tony Desjardins va elaborar diversos projectes de restauració que pretenien convertir-la en una catedral gòtica “ideal”, tal com hauria estat concebuda al segle xiii.
L'any 1986 va rebre la visita del papa Joan Pau II.

## Descripció
Es tracta d'un edifici de planta basilical, de tres naus, dotat de transsepte i cobert amb volta de creueria. La capçalera és tripartita, sense deambulatori ni arcbotants a l'exterior, i constitueix la part de l'edifici on és més evident el pes de la tradició romànica. Tanmateix, el conjunt ha de ser considerat un edifici gòtic.
Presenta dues torres adossades als braços del transsepte i té nombroses capelles laterals distribuïdes al llarg de tot el seu perímetre, la majoria construïdes entre els segles XV i XVII. La presència de les capelles laterals minimitza el protagonisme dels arcbotants a l'exterior de la nau.
Fa 79 metres de llargada per 26 d'amplada. Les voltes assoleixen els 32 metres d'alçada.
Una de les capelles adossades al costat sud és l'anomenada Capella dels Borbons, manada construir com a capella funerària per l'arquebisbe Carles II De Borbó (1486-1508). Es tracta d'una obra molt representativa de l'arquitectura del gòtic flamíger.
La façana, del segle xiv, presenta tres grans portals i és presidida per una rosassa de 8 metres de diàmetre realitzada l'any 1392. Són notables diversos relleus que la decoren. Va perdre les estàtues arran de les guerres de religió.
Al costat dret de la façana principal hi ha adossat l'edifici de l'escolania (manécanterie), d'estil romànic, on s'hi exposa el tresor de la catedral. Formava part de les dependències de l'antic claustre, desaparegut. Al jardí arqueològic annex s'hi poden veure altres restes de l'antic conjunt catedralici.
Són molt notables els vitralls. N'hi ha del segle xii a la capçalera. La majoria dels de la nau són del segle xiii. A les capelles adossades n'hi ha d'èpoques posteriors.
La catedral té un rellotge a la façana però el més important és, sens dubte el rellotge astronòmic que es troba a l'interior, en un dels braços del creuer. La seva existència es documenta des de finals del segle xiv però va ser amb les reformes del 1598 i sobretot del 1660 quan va adquirir la seva forma actual. Compta amb 19 autòmats que es posen en marxa juntament amb el carilló en determinades hores per representar l'Anunciació. Actualment (des del 2013, a conseqüència d'un acte de vandalisme) el rellotge astronòmic ha deixat de funcionar, en espera de la seva restauració.
Compta amb dos orgues. El de la tribuna data de 1841, amb reformes i ampliacions dels anys 1875 i 1935-1936. El del transsepte data de 1974.

## Galeria d'imatges

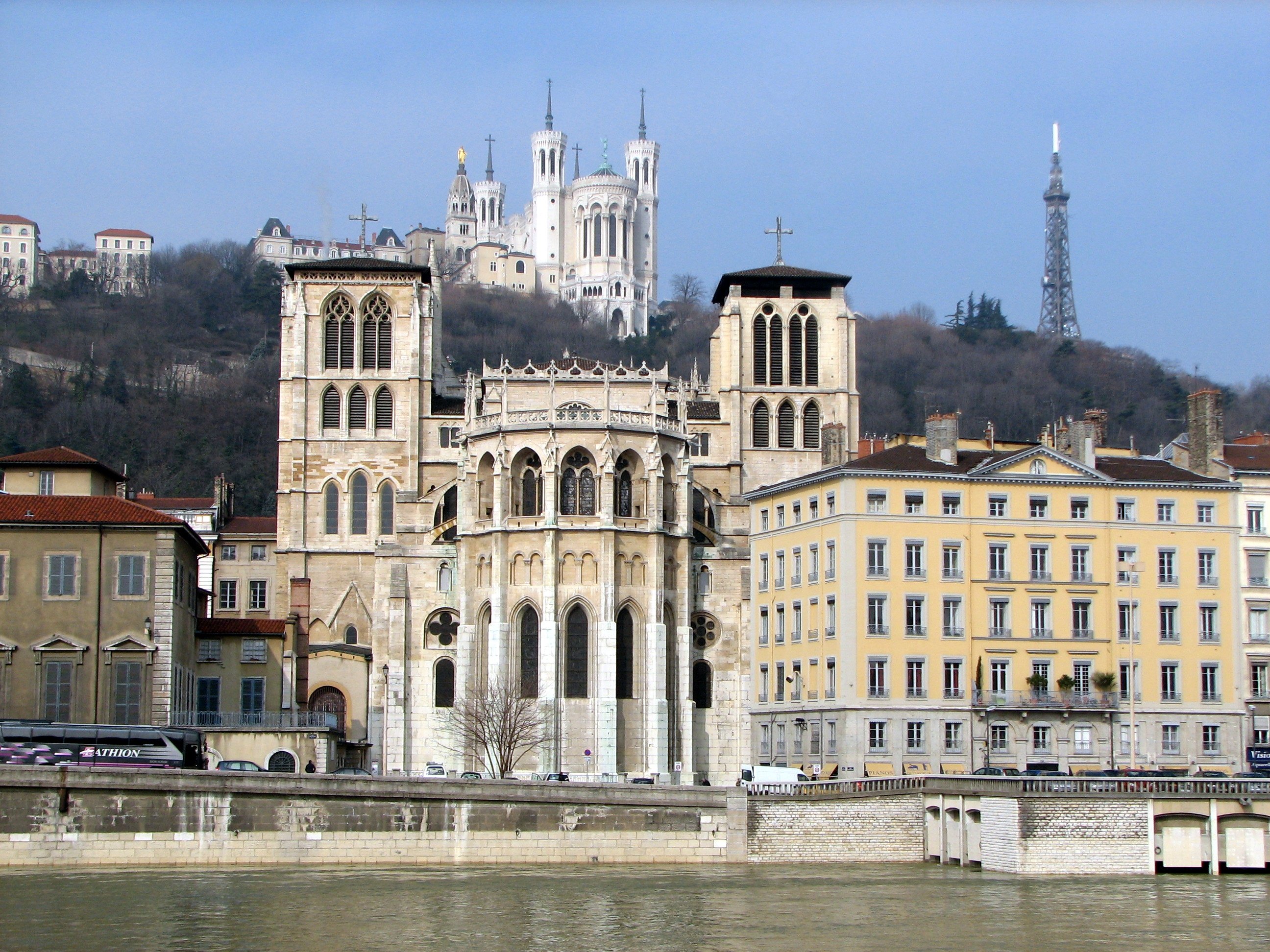
La capçalera de la catedral damunt el riu Saona
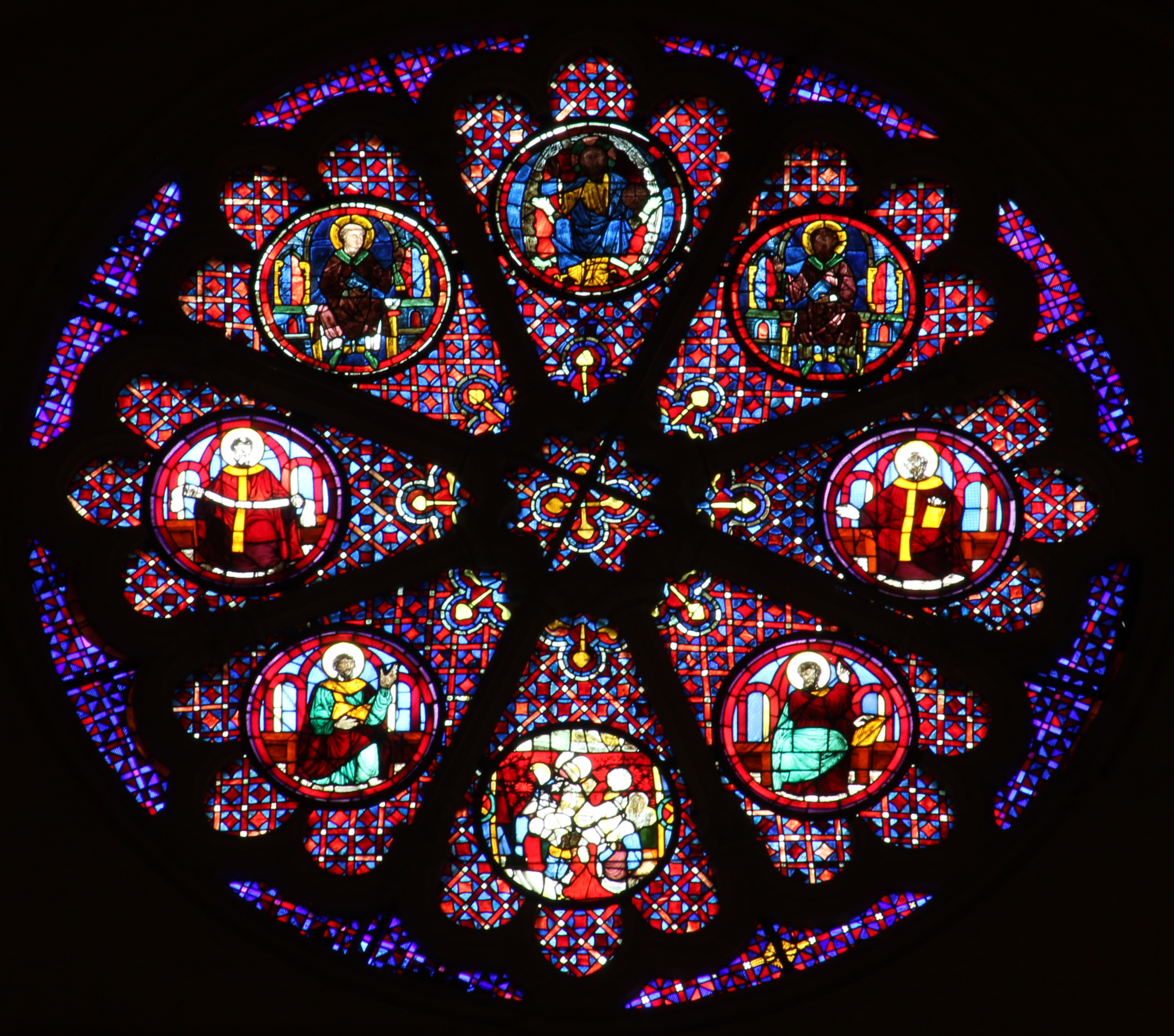
Rosassa amb vitralls
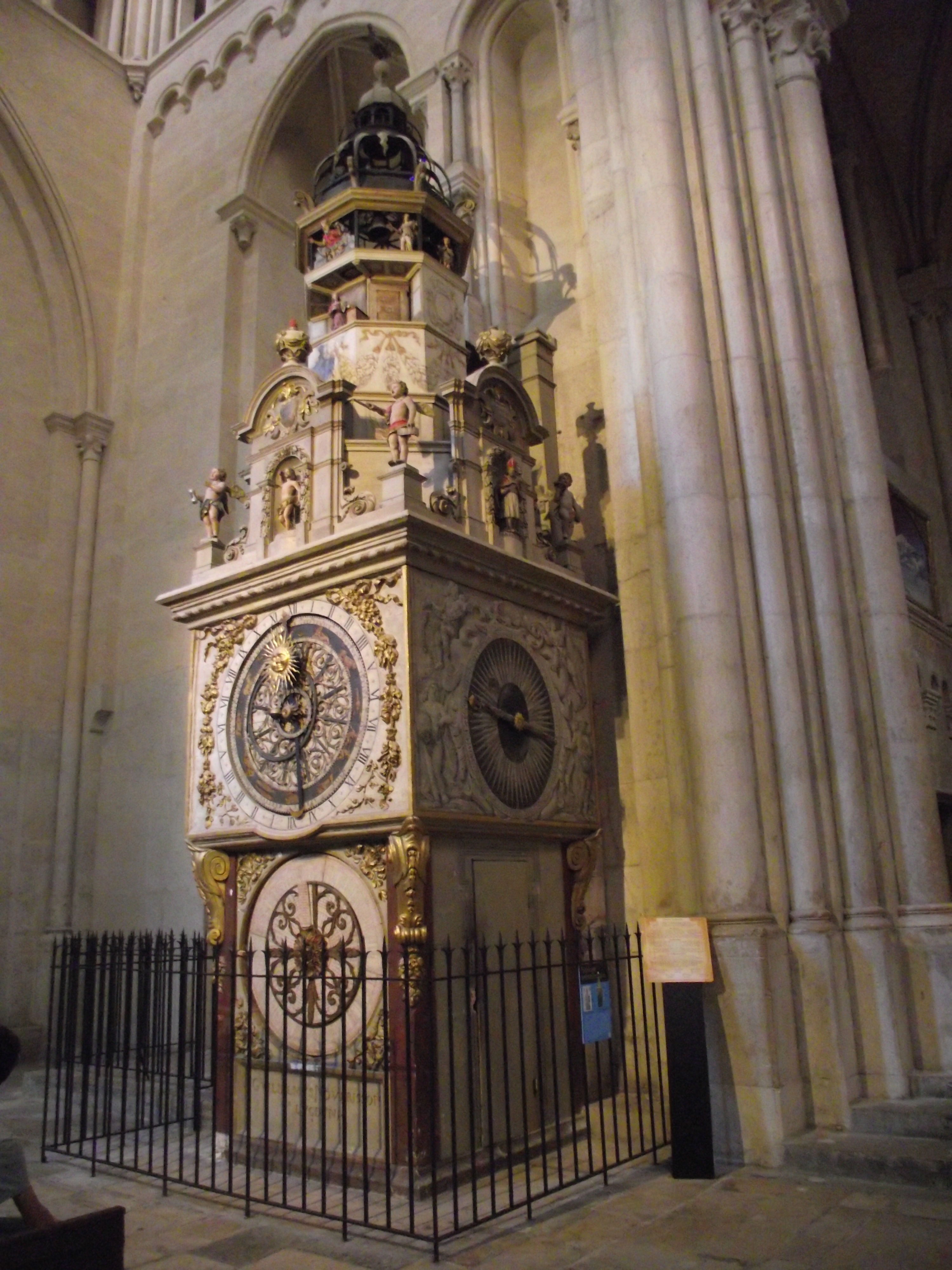
Rellotge astronòmic